# Halterofilismo nos Jogos Olímpicos de Verão de 2008 - Até 56 kg masculino
A competição da categoria até 56 kg masculino do halterofilismo nos Jogos Olímpicos de Verão de 2008 se realizou no dia 10 de agosto de 2008 no Ginásio da Universidade Beihang.
O campeão olimpico da prova em Atenas 2004, o turco Halil Mutlu não esteve em Pequim para tentar sua quarta medalha de ouro consecutiva.

## Recordes
Antes desta competição, os recordes mundiais e olímpicos da prova eram os seguintes:
| Recorde mundial  | Arranque  | TUR Halil Mutlu | 138 kg   | Antalya, Turquia    | 4/nov/01  |
| Recorde mundial  | Arremesso | TUR Halil Mutlu | 168 kg   | Trencin, Eslováquia | 24/abr/01 |
| Recorde mundial  | Total     | TUR Halil Mutlu | 305 kg   | Sydney, Austrália   | 16/set/00 |
| Recorde olímpico | Arranque  | TUR Halil Mutlu | 137,5 kg | Sydney, Austrália   | 16/set/00 |
| Recorde olímpico | Arremesso | TUR Halil Mutlu | 167,5 kg | Sydney, Austrália   | 16/set/00 |
| Recorde olímpico | Total     | TUR Halil Mutlu | 305 kg   | Sydney, Austrália   | 16/set/00 |

## Medalhistas
| Ouro   | CHN Long Qingquan   |
| Prata  | VIE Hoàng Anh Tuấn  |
| Bronze | INA Eko Yuli Irawan |

## Resultados
| Pos.              | Nome                       | Grupo | Peso  | Arranque (kg) | Arranque (kg) | Arranque (kg) | Arranque (kg) | Arremesso (kg) | Arremesso (kg) | Arremesso (kg) | Arremesso (kg) | Total (kg) |
| Pos.              | Nome                       | Grupo | Peso  | 1             | 2             | 3             | Res           | 1              | 2              | 3              | Res            | Total (kg) |
| ----------------- | -------------------------- | ----- | ----- | ------------- | ------------- | ------------- | ------------- | -------------- | -------------- | -------------- | -------------- | ---------- |
| Medalha de ouro   | CHN Long Qingquan          | A     | 55,37 | 125           | 130           | 132           | 132           | 155            | 160            | 164            | 160            | 292        |
| Medalha de prata  | VIE Hoàng Anh Tuấn         | A     | 55,97 | 126           | 130           | 130           | 130           | 155            | 160            | 160            | 160            | 290        |
| Medalha de bronze | INA Eko Yuli Irawan        | A     | 55,91 | 125           | 130           | 130           | 130           | 152            | 158            | 158            | 158            | 288        |
| 4                 | TPE Yang Chin-yi           | A     | 55,43 | 125           | 128           | 128           | 128           | 154            | 157            | 160            | 157            | 285        |
| 5                 | PRK Cha Kum-chol           | A     | 55,85 | 128           | 128           | 128           | 128           | 155            | 155            | 160            | 155            | 283        |
| 6                 | CUB Sergio Álvarez         | A     | 55,67 | 120           | 120           | 125           | 120           | 152            | 161            | 166            | 152            | 272        |
| 7                 | TPE Wang Shin-yuan         | A     | 55,53 | 115           | 115           | 120           | 115           | 146            | 150            | 150            | 150            | 265        |
| 8                 | MAS Amirul Hamizan Ibrahim | A     | 55,77 | 116           | 121           | 123           | 121           | 144            | 144            | 148            | 144            | 265        |
| 9                 | JPN Masaharu Yamada        | B     | 55,84 | 103           | 103           | 106           | 106           | 142            | 147            | 153            | 153            | 259        |
| 10                | THA Pongsak Maneetong      | B     | 55,64 | 112           | 116           | 120           | 116           | 142            | 146            | 146            | 142            | 258        |
| 11                | JPN Yasunobu Sekikawa      | B     | 55,79 | 108           | 112           | 114           | 114           | 138            | 142            | 142            | 142            | 256        |
| 12                | COL Sergio Rada            | B     | 55,74 | 107           | 112           | 112           | 112           | 135            | 140            | 142            | 140            | 252        |
| 13                | BEL Tom Goegebuer          | B     | 55,94 | 109           | 112           | 114           | 114           | 132            | 135            | 137            | 137            | 251        |
| 14                | ITA Vito Dellino           | B     | 55,99 | 102           | 107           | 110           | 110           | 132            | 137            | 140            | 137            | 247        |
| 15                | MDA Igor Grabucea          | B     | 55,63 | 105           | 109           | 112           | 109           | 130            | 130            | 135            | 130            | 239        |
| –                 | BLR Vitali Dzerbianiou     | A     | 55,88 | 120           | 125           | 127           | 127           | 140            | 140            | 140            | –              | DNF        |
| –                 | TUN Khalil El-Maaoui       | A     | 55,87 | 123           | 126           | 130           | 126           | 142            | 142            | 142            | –              | DNF        |
| –                 | PRK Ri Kyong-sok           | A     | 55,82 | 122           | 122           | 122           | –             | –              | –              | –              | –              | DNF        |
| –                 | TUR Sedat Artuç            | B     | 55,98 | 115           | 115           | 115           | –             | –              | –              | –              | –              | DNF        |

- DNF: não completou a prova